# Tipula (Sinotipula) janetscheki
Tipula (Sinotipula) janetscheki is een tweevleugelige uit de familie langpootmuggen (Tipulidae). De soort komt voor in het Oriëntaals gebied.